# Altivole
Altivole  est une commune italienne d'environ 7 058 habitants (2023) située dans la province de Trévise dans la région Vénétie, dans le Nord-Est de l'Italie.
La commune comprend les hameaux suivants : Caselle, San Vito.
Les communes limitrophes de Altivole sont les suivantes : Asolo, Caerano di San Marco, Maser, Montebelluna, Riese Pio X, Vedelago.

## Géographie
La commune est située dans une zone plate au pied des collines d'Asolo et est composée de trois hameaux : la capitale, située au centre, Caselle au sud-est et San Vito au nord-ouest.

## Histoire
Le premier écrit mentionnant le village remonte à 1297 ; il mentionne la « Capella S. Fusce de Altivolle ».

## Monuments et lieux d’intérêt

### Architecture religieuse
- Église paroissiale de l’archiprêtre d’Altivole
- Église de Caselle (architecte Francesco Maria Preti) (orgue monumental « Antonio Barbini » 1758)
- Église paroissiale Saint-Guy.

### Architectures civiles
- Barco della Regina Cornaro : le Barco della Regina Cornaro est une barchesse d’une villa vénitienne, qui jusqu’à la fin du XXe siècle, a été racontée des années de la seigneurie d’Asolo par Caterina Cornaro (1489-1510) car le barco n’était qu’une petite partie d’un grand complexe architectural et paysager.
- Cimetière de Brion une tombe monumentale conçue par l’architecte Carlo Scarpa, dans la frazione de San Vito. Il a été utilisé comme lieu de tournage de Dune, deuxième partie en juillet 2022[3].

## Société

### Ethnies étrangères et minorités
Au 31 décembre 2022, il y avait 662 étrangers résidant dans la municipalité, soit 9,4 % de la population. Voici les groupes les plus cohérents, :
1. Roumanie 297
2. Chine 177
3. Albanie 27
4. Maroc 27
5. Nigeria 18
6. Ukraine 12
7. Macédoine du Nord 11

## Économie
Ces dernières années, la réalité d'Altivole a subi une transformation économique et sociale notable. L'agriculture, qui s'est modernisée grâce à de nouvelles cultures et de nouvelles techniques, n'est plus le secteur de production le plus important, car les secteurs industriel et artisanal se sont également développés en même temps. Quoi qu'il en soit, le tissu productif concentré dans les petites et moyennes industries, évolution naturelle du système de production familial, se caractérise désormais par sa flexibilité et sa forte adaptation aux besoins changeants du marché. Après un fort développement du textile, celui de la chaussure a suivi aujourd'hui une croissance notable de la transformation des matières plastiques et de l'industrie mécanique.

## Événement commémoratif
En juin il y a la fête patronale de San Vito et vers la fin juin la fête de Caselle. En août, vers le milieu du mois, a lieu la traditionnelle fête du mois d'août, très connue et réputée dans la région. En été, des visites guidées ont lieu les samedis et dimanches au tombeau Brion de Carlo Scarpa à San Vito.

## Sport

### Installations sportives
Parmi les installations sportives, il convient de mentionner la piste de karting Pista Verde, qui depuis 1988 est un point de référence pour les simples passionnés, mais qui est surtout le théâtre de compétitions locales et nationales, contribuant à faire l'histoire de ce sport automobile et au-delà.

## Administration
| Période                                  | Période  | Identité     | Étiquette                         | Qualité |
| ---------------------------------------- | -------- | ------------ | --------------------------------- | ------- |
| 10 juin 2024                             | En cours | Dorino Zilio | Fratelli d'Italia - Liste civiche | Maire   |
| Les données manquantes sont à compléter. |          |              |                                   |         |